# Acid Eaters
Acid Eaters es el decimotercero y penúltimo álbum de estudio de Ramones, lanzado el 1 de enero de 1994. Enteramente compuesto por versiones (covers), resulta un homenaje a sus bandas favoritas de los años 60, y resalta la influencia que bandas como The Beach Boys, The Who y The Rolling Stones tuvieron en su música.

## Listado de canciones
| Side one |                                                                                |                                                                  |          |  |
| N.º      | Título                                                                         | Escritor(es)                                                     | Duración |  |
| 1.       | «Journey to the Center of the Mind» (de Amboy Dukes)                           | Ted Nugent/Steve Farmer                                          | 2:52     |  |
| 2.       | «Substitute» (de The Who)                                                      | Pete Townshend                                                   | 3:15     |  |
| 3.       | «Out of Time» (de The Rolling Stones)                                          | Mick Jagger/Keith Richards                                       | 2:41     |  |
| 4.       | «The Shape of Things to Come» (de Max Frost and The Troopers)                  | Barry Mann/Cynthia Weil                                          | 1:46     |  |
| 5.       | «Somebody to Love» (de The Great Society, popularizada por Jefferson Airplane) | Darby Slick                                                      | 2:31     |  |
| 6.       | «When I Was Young» (de The Animals)                                            | Eric Burdon/John Weider/Vic Briggs/Danny McCulloch/Barry Jenkins | 3:16     |  |
| 7.       | «7 and 7 Is» (de Love)                                                         | Arthur Lee                                                       | 1:50     |  |
| 8.       | «My Back Pages» (de Bob Dylan, popularizada por The Byrds)                     | Bob Dylan                                                        | 2:27     |  |
| 9.       | «Can't Seem to Make You Mine» (de The Seeds)                                   | Sky Saxon                                                        | 2:42     |  |
| 10.      | «Have You Ever Seen the Rain?» (de Creedence Clearwater Revival)               | John Fogerty                                                     | 2:22     |  |
| 11.      | «I Can't Control Myself» (de The Troggs)                                       | Reg Presley                                                      | 2:55     |  |
| 12.      | «Surf City» (de Jan and Dean)                                                  | Brian Wilson/Jan Berry                                           | 2:26     |  |

- Nota: La versión en vinilo de 1997 tiene las mismas canciones, pero un orden diferente.

CD Bonus track en Japón y Brasil

| CD Bonus track in Japan and Brazil |                                      |                        |          |  |
| N.º                                | Título                               | Escritor(es)           | Duración |  |
| 13.                                | «Surfin' Safari» (de The Beach Boys) | Brian Wilson/Mike Love | 1:47     |  |

## Resumen
Los Ramones habían grabado versiones en casi todos sus álbumes, dando a sus canciones favoritas el sonido punk rock. Todas estas interpretaciones llevan una marca registrada de los Ramones, tales como la versión del hit de Chris Montez «Let's Dance» (escrito y acreditado por Jim Lee), la cual apareció en su álbum debut. Otras notables versiones realizadas anteriormente por el grupo son «Needles and Pins» de The Searchers (escrita por Sonny Bono y Jack Nitzsche), originalmente grabada por Jackie DeShannon, «Baby, I Love You» de The Ronettes, «Take It as It Comes» de The Doors, «Surfin Bird» de The Trashmen, «California Sun» de The Rivieras (originalmente grabada por Joe Jones) y «Do You Wanna Dance?» de Bobby Freeman. Sin embargo «Acid Eaters» fue el primer álbum que se compone exclusivamente de versiones.
Canciones como «Surf City», de Jan y Dean, fueron interpretadas en directo por los Ramones a principios de los 80's y pueden ser fácilmente relacionados con el surf rock que influenció a álbumes como Rocket to Russia en canciones como «Rockaway Beach». Pete Townshend aporto los coros en la versión de The Who, «Substitute», mientras que Traci Lords los hace en «Somebody to Love».

## Créditos
Ramones
- Joey Ramone – voz principal y coros
- Johnny Ramone – guitarra eléctrica
- C. J. Ramone – voz principal en temas 1, 4 y 8 y bajo
- Marky Ramone – batería

Músicos adicionales
- Joe McGinty – sintetizadores y órgano
- Sebastian Bach – coros en 3
- Pete Townshend – coros en 2
- Traci Lords – coros en 5

Producción
- Peter Beckerman: Ingeniero Asistente
- Todd Gallopo: Diseño
- Diego Garrido: Ingeniero Asistente
- Bryce Goggin: Ingeniero Asistente
- Scott Hackwith: Mezclador, Productor
- Jack Hersca: Ingeniero Asistente
- Scott Hull: Mastering
- Gary Kurfirst: Productor Ejecutivo
- Rojo: Ingeniero Asistente
- Trent Slatton: Ingeniero, Mezclador
- Tim Stedman: Dirección Artística, Diseño
- David Williams: Colorista
- Mique Willmott: Diseño de la portada
- John Wydrycs: Ingeniero Asistente

## Listas

### Álbum
| Año  | Lista         | Posición |
| ---- | ------------- | -------- |
| 1994 | Billboard 200 | 179      |